# Kamala (rivière)
Pour les articles homonymes, voir Kamala (homonymie).
La rivière Kamala est un cours d'eau indien tirant sa source au Népal et s'écoulant à travers l'État du Bihar, et un affluent de la Bagmati, donc un sous-affluent du Gange.

## Géographie
De 328 km de longueur, dont 208 km au Népal, la Kamala a son origine dans la chaîne Churia, près de Sindhuliagarhi dans le district de Sindhuli, au Népal, à une hauteur de 1 200 m,. La rivière s'écoule vers le sud et pénètre en territoire indien dans le district de Madhubani, au Bihar.

### Bassin versant
Le bassin versant de la Kamala est de 7 232 km2, dont 4 488 km2 en Inde.

## Hydrologie
Son régime hydrologique est dit pluvial tropical à moussons.